# Lost (Maroon 5)
Lost è un singolo del gruppo musicale statunitense Maroon 5, pubblicato l'11 giugno 2021 come quarto estratto dal settimo album in studio Jordi.

## Descrizione
Nell'edizione deluxe delle descrizioni track-by-track dell'album su Apple Music, il cantante Adam Levine ha fornito informazioni sulla scrittura del brano, raccontando:
Dal punto di vista musicale, Lost attinge dal genere house e pop.

## Accoglienza
Jon Dolan di Rolling Stone descrive il brano come perfettamente inserito nel tema del primo singolo estratto, Memories, affermando che si tratta di «un'ode spoglia e a cuore aperto alla ricerca dell'amore in un mondo solitario».
Meno entusiasta la critica musicale Kate Solomon, la quale ha descritto sia Lost che un'altra traccia dell'album, Echo, come una canzone già sentita, «perfettamente realizzata per compiacere le folle, per scivolare nella tua coscienza senza che tu te ne renda davvero conto». NME ha insinuato un tentativo da parte della band di emulare Billie Eilish, con un pessimo risultato.

## Tracce
Testi e musiche di Adam Levine, Jacob Kasher Hindlin, Michael Pollack, Jonathan Bellion, Alexander Izquierdo, Stefan Johnson, Jordan K. Johnson.
1. Lost – 2:52

## Classifiche
| Classifica (2021) | Posizione massima |
| ----------------- | ----------------- |
| Australia         | 88                |
| Canada            | 69                |
| Croazia           | 98                |
| Irlanda           | 100               |
| Repubblica Ceca   | 61                |
| Slovacchia        | 42                |